# 戴尔·戴维斯
埃里奥托·莱德尔·“达勒”·戴维斯（英語：Elliott Lydell "Dale" Davis，1969年3月25日—），生于乔治亚州托科阿，美国职业篮球运动员，司职中锋和大前锋。
戴维斯在1991年NBA选秀中第一轮第13顺位被印第安納步行者队选中。